# Operació Pressa
L'operació Pressa (anglès: Operation Hurry) (31 de juliol-4 d'agost de 1940) va ser la primera operació britànica d'una sèrie que es coneix com a Club Runs. L'objectiu de l'operació era fer volar dotze caces Hurricane Mk I des de l'HMS Argus fins a Malta, guiats per dos Blackburn Skuas. La Força H, amb base a Gibraltar, va aprofitar l'oportunitat per atacar l'aeròdrom d'Elmas a Sardenya i realitzar una operació d' engany amb l'HMS Enterprise. La flota mediterrània va realitzar diversions a la Mediterrània oriental i al mar Egeu.
Un esquadró d'Hurricanes havia reforçat Malta, el camp d'aviació d'Elmas havia estat bombardejat i els bombarders italians havien estat dissuadits pel foc antiaeri i els Skuas de l'Ark Royal. S'havia demostrat que els atacs al continent italià eren possibles i s'havia trobat que la Regia Aeronautica era menys formidable del que es temia; ambdues flotes havien estat atacades, però només s'havia assolit una bomba impactà i s'havien aconseguit alguns quasi accidents als vaixells britànics; la flota de combat de la Regia Marina va romandre a port.

## Fons
Malta, és una illa mediterrània de 320 km2 . El grup d'illes era una colònia britànica des de 1814. A la dècada de 1940, l'illa tenia una població de 275.000 habitants, però els agricultors locals només podien alimentar un terç de la població, el dèficit es compensava amb les importacions. Malta va ser un lloc de sortida a la ruta marítima britànica del canal de Suez cap a l'Índia, l'Àfrica oriental, els jaciments petroliers de l'Iraq i l'Iran i l'Extrem Orient. L'illa també estava a prop del canal de Sicília entre Sicília i Tunis.  Després de l'entrada d'Itàlia a la Segona Guerra Mundial (10 de juny de 1940), Malta va ser utilitzada com a base d'operacions per la Royal Air Force (RAF) i el Fleet Air Arm (FAA), operacions marítimes i submarines per la Royal Navy contra els combois de subministrament de l'Eix des d'Itàlia fins a la Líbia italiana. L'11 de juny de 1940, Itàlia va començar el setge de Malta, el primer pas d'un pla italià per aconseguir el control de la Mediterrània. Els italians pretenien bombardejar o matar de fam a Malta per sotmetre'ls, atacant els seus ports, pobles, ciutats i la navegació aliada que proveïa l'illa. Després de més d'un mes de bombardeig, les tropes de Malta començaven a quedar-se sense subministraments i equipament, inclosos avions, per ajudar a lluitar contra els atacants. Es va expressar el dubte de si Malta valgui la pena els subministraments que necessitava i alguns fins i tot planejaven deixar que Malta treballés amb els pocs subministraments que quedaven. Es va prendre la decisió de reforçar substancialment les defenses aèries de l'illa.

## Preludi

### HMS Argus
Volar reforços d'Hurricanes a través de França fins al nord d'Àfrica al juny, des d'allí a Malta havia estat un èxit parcial, però després de la rendició francesa el juny de 1940 aquesta pràctica es va fer impossible. Els avions es podien transportar en vaixells mercants a l'Àfrica occidental, muntar-los i portar-los en vol a Egipte per la ruta de Takoradi o navegar al voltant del Cap fins a Egipte. El 12 de juliol, l'Almirallat va informar que dotze Hurricanes amb destinació a Malta i altres dotze cap a Egipte s'havien d'enviar amb un vaixell mercant des de Gran Bretanya a Gibraltar i es va preguntar si el vaixell podria navegar directament a Malta. Somerville va suggerir utilitzar un portaavions, si es transportava a unes 350-400 milles (560-640 km) des de Malta, evitant les bases de la Regia Marina i la Regia Aeronautica a la Líbia italiana, Sardenya, Pantel·leria i Sicília, perquè els Hurricanes poguessin volar la resta de el camí; els submarins es podrien utilitzar per traslladar personal i equipament.
El Fleet Air Arm no tenia pilots entrenats en caces moderns; durant el juliol, nou sergents-pilots de caça del Comandament de Caces van ser enviats a la RAF Uxbridge i van ser anomenats Vol 418. Els pilots havien estat adscrits al Fleet Air Arm i havien rebut formació en vol de portaavions. Els pilots van recollir Hurricanes i van viatjar a Glasgow on van ser informats sobre el Club Run i s'hi van unir cinc oficials de la RAF. L'avió i els pilots estaven embarcats en el portaavions Argus (capità Henry Bovell) que va navegar el 23 de juliol amb dotze Hurricane Mk1, escortats pels destructors HMS Encounter, Greyhound, Gallant i Hotspur. Un suggeriment que dos bombarders Blenheim s'embarquessin a l'Argus per actuar com a guies va ser rebutjat com a poc pràctic, la qual cosa va fer que dos Skua fossin substituïts, juntament amb un parell de pilots de recanvi, que havien de viatjar als Skuas. El viatge a Gibraltar va ser tranquil i els Hurricanes van ser muntats de nou i posats a la coberta de lluita. Un hidroavió Sunderland, un dels dos que havien de volar amb els Hurricanes per rescatar els pilots que caiguesisn al mar, estava carregat de recanvis. El segon Sunderland va embarcar 23 tripulants de terra de la RAF per mantenir els Hurricanes a Malta.

### El pla

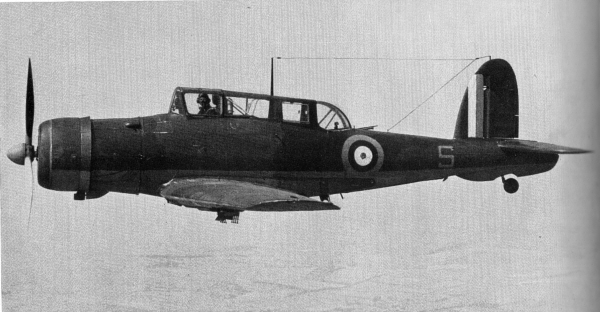
Fotografia d'un Skua de Blackburn, semblant als dos de l'operació Hurry

El pla d'Hurry era que el Grup II, el portaavions Argus, amb dotze Hawker Hurricane Mk Is a bord, navegués a una distància de vol de Malta i enviés els Hurricanes, amb dos Blackburn Skuas biplaça per ajudar a la navegació. Dos hidroavions Short Sunderland de Malta els trobarien per guiar-los. L'Argus havia de navegar amb els cuirassats HMS Valiant i Resolution, els creuers HMS Arethusa, Delhi i Enterprise i els destructors HMS Faulknor, Forester, Foresight, Foxhound, Fearless, Escapade, Active i Wrestler de la Força H. El grup I, el portaavions HMS Ark Royal protegit pel creuer de batalla HMS Hood i quatre destructors havia de dur a terme l'Operació Aixafar (Crush), un atac dels bombarders Fairey Swordfish i minadors al camp d'aviació d'Elmas a Càller, Sardenya. L'operació Espurna (Spark), un engany sense fil portat a terme pel creuer Enterprise , havia de distreure els italians denunciant un vaixell sospitós davant de la costa de Menorca. Les operacions requerien tots els vaixells de la Força H (vice-almirall James Somerville, al Hood).

### Club Run, 31 de juliol
El 31 de juliol, després d'un reconeixement amb avions del 200è Esqusdró, l'Argus va navegar a les 8:00 del matí amb els seus quatre destructors i la Força H, l'Ark Royal , els cuirassats Hood , Valiant i Resolution , dos creuers i els sis destructors a 17 kn (31 km/h; 20 mph), patrulles antisubmarines voladores des de l'Ark Royal . El vent va augmentar, fet que va reduir l'eficàcia de l'Asdic a mesura que els destructors es llançaven amunt i avall. L'1 d'agost a les 8:00 del matí tres Skuas van enlairar des de l'Ark Royal per atacar un avió que els feia ombra i el van abatre. Els contactes del radar des del Valiant van provocar nombroses falses alarmes perquè l'avió britànic no portava identificació amic o enemic (IFF). A les 12:30 es van enlairar sis Skuas, la flota navegà en ordre obert i a les 5:10 més Skuas es van enlairar. Vuit SM.79bis italians van acostar-se a les 17:49 i els Skuas els van rebutjar. Poc després, altres nou bombarders SM.79bis es van tancar a la flota des del nord-oest. Els vaixells van girar 40° cap a port i el foc antiaeri dels vaixells va danyar un SM.79bis que es va girar, els altres avions van llançar una vuitantena de bombes, que es van quedar curtes. Els Skuas del 803è Esquadró Naval Aeri de l'Ark Royal va abatre un SM.79bis, que tenia el general al comandament dels bombarders amb base a Sardenya a bord, sense supervivents. L'atac no va ser pressionat amb tant vigor com un atac anterior al juliol que Somerville va atribuir a les dues setmanes d'entrenament que havia organitzat per als artillers antiaeris dels vaixells. La Supermarina havia enviat els submarins Argo, Axum, Diaspro, Manara, Medusa, Neghelli, Scirè i Turchese en dues línies de patrulla davant del cap Bougaroûn a l'est d'Algèria, que romangué fins al 9 d'agost.

## Operacions

### Operació Pressa

Malta

L'1 d'agost, els pilots van rebre una sessió informativa de Bovell, capità de l'Argus , revelant que estaven destinats a Malta. Els pilots estaven horroritzats quan se'ls va dir d'on havien d'enlairar, que estava molt fora de l'abast d'un Hurricane. El tinent de vol Duncan Balden, el comandant del vol 418, es va negar a enlairar-se tan lluny a l'oest de Malta i finalment el capità va trencar el silenci de la ràdio per consultar les autoritats britàniques, que van estar d'acord amb els pilots dels Hurricane. El punt de sortida es va traslladar a 37° 40', N 007° 20' E, a 360 nmi (670 km; 410 milles) en lloc de 400 nmi (740 km; 460 milles), uns 120 nmi (220 km; 140 milles) al sud-oest de Càller. Ara que es coneixia la posició de la Força H, Bovell va decidir que els Hurricanes havien de volar el més aviat possible després de l'alba de l'endemà, 2 d'agost.
Dos vols de sis Hurricanes dirigits cadascun per un Skua, que portava un navegador, havien de fer el viatge, però es va comprovar que els dos pilots del Fleet Air Arm no tenien experiència en Skuas i dos dels pilots d'Hurricane, l'oficial de vol Bradbury i el sergent Harry Ayre es van oferir voluntaris. amb el subtinent WR Nowell i el capità KL Ford (Royal Marines) com a navegants. Les catorze aeronaus disposades a la coberta van fer que la carrera d'enlairament semblés molt petita per als pilots i a les 4:45 del matí, el primer Skua va trigar molt a començar, retardant l'enlairament durant trenta minuts. L'Skua va començar la seva carrera d'enlairament, va rebotar a la rampa al final de la coberta de vol i es va enfonsar per sota de la proa, escorant el mar, augmentant la velocitat de vol.
Els sis Hurricanes van enlairar amb facilitat, disposant de motors més potents i això va fer lloc per al segon vol. Els Skuas i els Hurricanes van evitar Pantelleria i van arribar a Malta després d'un vol de dues hores i vint minuts, havent volat 380 milles nàutiques (700 km; 440 milles). Quan els Hurricanes van començar a aterrar a Luqa, el sergent Jock Robinson es va estavellar a l'aterratge, a causa d'un "indicador de gasolina defectuós", però realment perquè la seva Vic de tres avions va colpejar l'aeròdrom, Rose va fer rodar el seu Hurricane mentre els altres dos pujaven. Rose va arribar a terra amb un gir baix i pronunciat i mentre s'alineava amb la pista, el motor es va tallar, l'Hurricane es va girar d'esquena i va travessar tres parets de pedra, Rose va tenir la sort de patir només una commoció cerebral lleu. Els pilots d'Hurricane havien tingut la impressió que la seva experiència de transport s'estava utilitzant per transportar els Hurricanes a Malta i hi va haver un escàndol quan se'ls va dir que s'havien de quedar a l'illa, en lloc de tornar a Gibraltar amb els Sunderlands. Els pilots d'Hurricane van haver d'esperar que la resta de recanvis arribessin amb els submarins HMS Pandora i Proteus. Els pilots es van tornar a ser el vol de preparació, asseguts a les seves cabines esperant els bombarders italians, però no hi va haver atacs, només vols de reconeixement durant els tres dies següents.

#### Flota Mediterrània

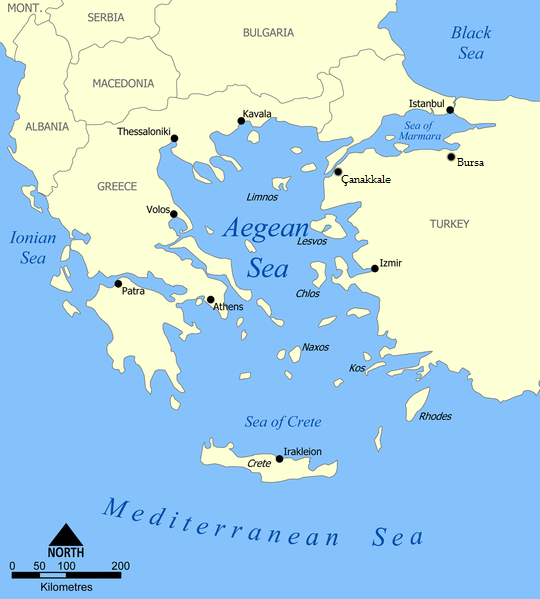
Mapa del mar Egeu

La Flota Mediterrània va navegar a primera hora del 27 de juliol per cobrir el comboi AS 2 (sud de l'Egeu, Alexandria al Pireu) des del nord, que va ser escortat per dos creuers i quatre destructors. El 23 de juliol, el creuer HMS Orion i els destructors HMAS Vampire i HMS Vendetta van practicar una enganyifa, davant de Kastellorizo, prop de la costa turca, fingint fer els preparatius d'aterratge. L'engany es va repetir el 26 de juliol abans que el comboi AS 2 salpés, quan els vaixells d'abordatge armats Chakla i Fiona també van fer preparatius espuris per a un desembarcament a Kastellorizo. Un retard en la sortida de l'Argus de Gibraltar fins al 31 de juliol va obligar a l'almirall Andrew Cunningham, el comandant de la Flota Mediterrània, a modificar els seus plans per desviar l'atenció italiana de la Mediterrània occidental. Els cuirassats HMS Malaya, Royal Sovereign i Warspite i el portaavions HMS Eagle amb els creuers Neptune i HMAS Sydney i deu destructors, havien de navegar entre Creta i Líbia durant l'1 d'agost. 
Els creuers i destructors van realitzar una escombrada a l'Egeu amb una manifestació cap a l'oest, a través del canal Kithera, durant la tarda de l'1 d'agost. La intenció era donar la impressió d'operacions al Mediterrani central, dissuadir la marina italiana amb seu a Sicília i el sud d'Itàlia de viatjar cap a l'oest. La Regia Aeronautica va atacar els vaixells del 27 al 29 de juliol, però només va aconseguir un impacte sobre el Liverpool, que va ser un fracàs i diversos gairebé tocats. Un vaixell grec, l'Ermione, que transportava combustible d'aviació a les illes del Dodecanès per als italians, va ser enfonsat quan el Neptune i el Sydney van navegar cap al golf d'Atenes. La sortida del cuirassat i del portaavions es va haver d'interrompre quan el Malaya va tenir problemes amb els motors, tornant amb l'Eagle a Alexandria el 30 de juliol. Es pensava que l'activitat a la Mediterrània oriental va crear indecisió en la ment de la Supermarina, que mantenia la majoria dels seus vaixells al port.

#### Operació Aixafar

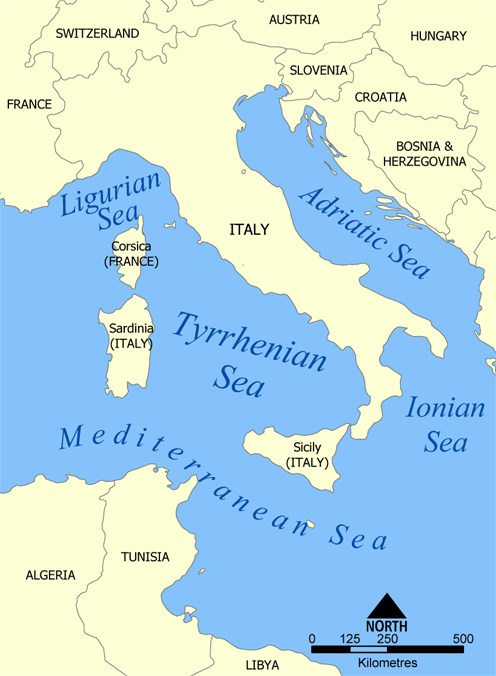
Mapa del mar Tirrè, que mostra Sardenya i Malta

lEl grup I'Ark Royal , Hood , el creuer Enterprise i els destructors Faulknor , Foxhound , Foresight i Forester es van separar de la força principal per dur a terme l'Operació Aixafar, un atac al camp d'aviació d'Elmas a Càller a Sardenya com el Grup II, l'Argus, el Valiant, el Hotspur, el Greyhound, el Galant, l'Escapade, l'Encounter i el Velox van continuar cap al punt d'enlairament de Malta. El 2 d'agost, a les 2:30 am, nou bombarders Swordfish i tres minadors van començar a enlairar-se des de l'Ark Roya . Somerville va escriure més tard que mirava,
| « | ...a la foscor total... una petita ombra es desprèn de la gran ombra de l'Ark. El primer Swordfish enlairant-se. I llavors vaig pensar en aquells nois increïblement galants que s'enlairaven... per volar 140 milles.. | » |

Un Swordfish es va estavellar a l'enlairament, però una recerca per part dels destructors de la seva tripulació no va poder trobar-los. La resta va esperar fins a la llum del dia i després va volar els 140 nmi (260 km; 160 milles) cap a l'objectiu. El vent es va desviar de sud a oest, fet que va arruïnar el pla de vol, empenyent els Swordfishs cap al sud, retardant els avions i fent que l'atac es produís a la llum del dia, més que a l'alba. El foc antiaeri italià va ser intens i va danyar un Swordfish que va fer un aterratge d'emergència a l'aeròdrom. Els dos hangars van rebre impactes i van ser incendiats, quatre avions i diversos edificis van quedar destruïts. Els minadors Swordfish van deixar caure les seves mines al port de Càller sense pèrdues. Després que els Swordfish s'haguessin enlairat, els vaixells van girar cap al sud per trobar-se amb el grup II i a les 4:45 del matí els Swordfish van ser enviats a l'est per buscar els vaixells italians que s'havien informat que havien navegat al nord a través de l'estret de Messina i al sud-sud-est. trobar el grup II; Nou Skuas van volar per sobre per protegir la flota i els Swordfish que tornaven de Càller.

#### Operació Spark
A les 20.30 h l'Enterprise va sortir del Grup I per dur a terme l'operació Spark, un engany al nord de Menorca. Es van informar de dos avions per sobre i l'enginy es va considerar un èxit. Somerville va ordenar a l'Enterprise que busqués el vaixell de vapor francès Gouverneur-Général de Gueydon amb destinació a Marsella des d'Alger, amb l'antic primer ministre francès Édouard Daladier. Daladier havia intentat reunir la resistència francesa al nord d'Àfrica, només per haver estat fet presoner. Després de no trobar el vaixell francès, Somerville va ordenar a l'Enterprise que tornés directament a Gibraltar en lloc de córrer el risc de ser atrapat aïllat.

### 1-4 d'agost

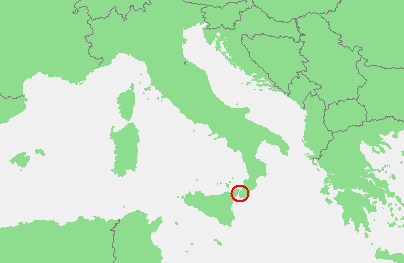
Mapa de localització de l'estret de Messina

L'1 d'agost, el submarí britànic HMS Oswald, que patrullava al sud de l'estret de Messina, va informar que els creuers i destructors navegaven cap al nord a través de l'estret, però Somerville havia optat per seguir el pla. Després de l'enlairament, el Grup I havia canviat de rumb per trobar-se amb el Grup II, unint-se poc després que haguessin enlairat els Hurricanes i els Skuas de l'Argus. Va augmentar el vent de ponent, un vent en contra que va frenar els Swordfish que tornaven de Càller. La visibilitat es va deteriorar i la base dels núvols va caure a 4.000 peus (1.200 m), però els Swordfish van aterrar entre les 6:30 i les 7:20 del matí. Un submarí italià va ser detectat prop de la flota. A les 9:30 del matí, l'Arethusa va ser enviat a interceptar el vaixell francès Gouveneur-Général de Gueydon però no va trobar res, malgrat els vols de reconeixement de Swordfish des de l'Ark Royal.  Els Swordfish i els Skuas van volar tot el dia, formant una pantalla antisubmarina i proporcionant cobertura als caces. Al migdia, un avió de reconeixement CANT Z.506 Airone (Heron) va ser abatut per un Skua del 800 NAS. A última hora del matí, l'aparell de radar de Valiant va detectar bombarders al nord, que es van desviar, a 10 nmi (19 km; 12 milles) menys de la Força H. A la tarda del 4 d'agost els vaixells estaven de tornada a Gibraltar.

## Conseqüències

### Anàlisi
Un esquadró d'avions Hurricane havia reforçat Malta, l'aeròdrom d'Elmas havia estat bombardejat i els bombarders italians havien estat dissuadits pel foc antiaeri i els Skuas de l'Ark Royal. S'havia demostrat que els atacs al continent italià eren possibles i s'havia trobat que la Regia Aeronautica era menys formidable del que es temia. L'entrenament de la Força H instituït per Somerville havia estat un èxit i la Força H havia començat a establir-se a la Mediterrània. L'operació Pressa, el primer Club Run per reforçar la RAF a Malta, havia tingut èxit.
Els britànics van patir la pèrdua de dos avions Swordfish, un tripulant va morir i l'altre va ser fet presoner. Quatre avions italians van ser destruïts a terra a l'aeròdrom d'Elmas prop de Càller a Sardenya i dos bombarders van ser abatuts pels Skuas de l'Ark Royal, sense supervivents.